# Robert Lindsay (atleta)
Robert Alexander Lindsay (Wandsworth, Londres, 18 d'abril de 1890 - Battersea, Londres, 21 d'octubre de 1958) va ser un atleta anglès, que va competir a començaments del segle xx.
El 1920 va prendre part en els Jocs Olímpics d'Anvers, on disputà dues proves del programa d'atletisme. En la cursa del 4x400 metres relleus, formant equip amb Cecil Griffiths, John Ainsworth-Davies i Guy Butler, guanyà la medalla d'or, mentre en els 400 metres quedà eliminat en sèries. El 1921 guanyà el títol britànic de l'AAA dels 400 metres en guanyar al campió olímpic Bevil Rudd.

## Millors marques
- 440 iardes. 50.4" (1921)[1]